# Predestinação no Calvinismo
Predestinação é uma doutrina no Calvinismo que discute o controle que Deus exerce sobre o mundo. Nas palavras da Confissão de Fé de Westminster, Deus "ordenou livre e imutavelmente tudo o que acontecerá". O segundo uso da palavra " predestinação " aplica-se à salvação e refere-se à crença de que Deus designou o destino eterno de alguns para a salvação pela graça, deixando o restante para receber a condenação eterna por todos os seus pecados, até mesmo o pecado original.  A primeira é denominada como "eleição incondicional " e a última de reprovação. No Calvinismo, algumas pessoas são predestinadas e efetivamente chamadas no tempo devido (regeneradas / nascidas de novo) à fé por Deus.
O Calvinismo põe mais ênfase na eleição em comparação com outros ramos do Cristianismo.